# 205-та піхотна дивізія (Третій Рейх)
205-та піхотна дивізія (нім. 205. Infanterie-Division)  — піхотна дивізія Вермахту часів Другої світової війни. 

## Бойовий шлях
205-та піхотна дивізія була сформована в серпні 1939 року як 14-та дивізія ландверу у Фрайбурзі, що належав до 5-го військового округу. 1 січня 1940 року під час 3-ї хвилі мобілізації була розгорнута в 205-ту піхотну дивізію. 
Після успішної західної кампанії 17 липня 1940 року дивізія була тимчасово розпущена, потім була заново сформована у лютому 1941 року. 
З 1941 року дивізія брала участь у німецько-радянській війні у складі групи армій «Центр» . Вона зарекомендувала себе в боях у районі Великих Лук та в оборонних боях в районі Невеля, наприкінці 1943 року дивізія була підпорядкована групі армій «Північ», з якою наприкінці 1944 року опинилася в Курляндіському котлі. Дивізія здалася радянським військам 8 травня 1945 року.   
Підпорядкування 205-ї дивізії під час Другої світової війни
|                    |         |              |             |              |
| дата               | корпус  | армія        | група армій | район дій    |
| Січень 1940 року   | XXV     | 7            | С           | верхній Рейн |
| Лютий 1940 року    |         | ОКГ          |             |              |
| Червень 1940 року  | VI      | 2            | А           | Франція      |
| Липень 1940 року   |         | 12           | C           | Франція      |
| Серпень 1940 року  |         |              | ОКВ         | у відпустці  |
| Березень 1941 року | XXV     | 6            | D           | Атлантика    |
| Травень 1941 року  | XXV     | 6            | D           | Атлантика    |
| Лютий 1942 року    |         |              | Центр       | Вітебськ     |
| Березень 1942 року | LIX     | 3-тя танкова | Центр       | Веліж        |
| Листопад 1942 року | XLI     | 9            | Центр       | Великі Луки  |
| Грудень 1942 року  | VI      | 9            | Центр       | Великі Луки  |
| Лютий 1943 року    | LIX     | 3-тя танкова | Центр       | Великі Луки  |
| Березень 1943 року |         | 3-тя танкова | Центр       | Великі Луки  |
| Квітень 1943 року  | XLIII   | 3-тя танкова | Центр       | Великі Луки  |
| Жовтень 1943 року  | XLIII   | 16           | Північ      | Невель       |
| Січень 1944 року   | I       | 16           | Північ      | Невель       |
| Липень 1944 року   | II      | 16           | Північ      | Полоцьк      |
| Серпень 1944 року  | XLIII   | 16           | Північ      | Даугавпілс   |
| Вересень 1944 року | I       | 16           | Курляндія   | Курляндія    |
| Жовтень 1944 року  | VI. СС  | 16           | Курляндія   | Курляндія    |
| Листопад 1944 року |         |              | Курляндія   | Курляндія    |
| Грудень 1944 року  | XXXVIII | 16           | Північ      | Курляндія    |
| Лютий 1945 року    | XXXVIII | 16           | Курляндія   | Курляндія    |
| Березень 1945 року | L       | 18           | Курляндія   | Курляндія    |
| Квітень 1945 року  | XVI     | 16           | Курляндія   | Курляндія    |

## Командувачі
|                        |                   |                     |  |
| дата                   | ранг              | ім'я                |  |
| 26 серпня 1939 року    | Генерал-майор     | Ернст Ріхтер        |  |
| 1 січня 1940 року      | генерал-лейтенант | Ернст Ріхтер        |  |
| 1 березня 1942 року    | генерал-лейтенант | Пол Сейффард        |  |
| 5 листопада 1943 року  | Генерал-майор     | Ернст Майкл         |  |
| 1 грудень 1943 року    | Генерал артилерії | Хорст фон Меллентін |  |
| 12 листопада 1944 року | Генерал-майор     | Ернст Білер         |  |
| 15 листопада 1944 року | Генерал-майор     | Карл-Ганс Гіз       |  |

## Структура

### 1939
- 33-й піхотний полк ландверу
- 40-й піхотний полк ландверу
- 59-й піхотний полк ландверу
- 182-й піхотний полк ландверу
- 14-й артилерійський дивізон ландверу
- 14-й батальйон зв'язку ландверу
- 14-й протитанковий батальйон ландверу

### 1940
- 353-й піхотний полк
- 335-й піхотний полк
- 358-й піхотний полк
- 205-й артилерійський полк
- 205-й інженерний батальйон
- 205-й протитанковий батальйон
- 205-й батальйон зв'язку

### 1944
- 353-й гренадерський полк
- 332-й гренадерський полк
- 358-й гренадерський полк
- 205-й батальйон «Фузильєр»
- 205-й артилерійський полк
- 205-й інженерний батальйон
- 205-й протитанковий батальйон
- 205-й батальйон зв'язку[1]

## Відомі військовослужбовці дивізії
- Отто Зейтц[de] (1911-1974), генерал піхоти, начальник III відділу Федерального міністерства національної оборони Австрії[de]